# Плихов
Плихов (укр. Пліхів) — село в Бережанской городской общине Тернопольского района Тернопольской области Украины.
До 2020 года входило в Бережанский район.
Код КОАТУУ — 6120489103. Население по переписи 2001 года составляло 125 человек.

## Географическое положение
Село Плихов находится на правом берегу реки Восточная Золотая Липа,
выше по течению на расстоянии в 0,5 км расположено село Краснопуща,
ниже по течению на расстоянии в 1,5 км расположено село Урмань.

## Объекты социальной сферы
- Клуб.
- Фельдшерско-акушерский пункт.